# Bò Maine-Anjou
Bò Maine-Anjou là một giống bò địa phương của Pháp, được nuôi dưỡng chủ yếu ở vùng Pays de la Loire ở phía tây bắc nước Pháp. Giống bò được tạo ra trong thế kỷ XIX ở tỉnh Maine lịch sử bằng cách lai tạo bò sữa địa phương Mancelle với bò Durham Anh, và lần đầu tiên được gọi là Durham-Mancelle. Ở Pháp nó đã được biết đến từ năm 2004 với tên gọi là bò Rouge des Prés, nhưng tên Maine-Anjou vẫn tiếp tục được sử dụng ở nơi khác. Giống bò này trước đây là một giống bò có mục đích kép, nuôi nhằm sản sinh thịt và sữa, nhưng bây giờ chủ yếu là lấy thịt.
Maine-Anjou được chăn nuôi từ tám quốc gia trên thế giới, với tổng số lượng ước tính khoảng 60.000, trong đó khoảng hai phần ba là ở Pháp. Trong số này, khoảng 90% là ở Pays de la Loire, và phần lớn phần còn lại trong vùng Normandie và Poitou-Charentes lân cận.:236 Khoảng 1/3 số lượng bò giống này được nuôi thế giới sống ở Hoa Kỳ, nơi việc đăng ký bắt đầu vào năm 1969.:236

## Sử dụng
Maine-Anjou được tạo ra với via trò là một giống bò mục đích kép, cho cả thịt bò và sữa. Kể từ khoảng năm 1970 nó đã được chọn chủ yếu nuôi lấy thịt. Thịt bò Maine-Anjou từ bò Rouge des Prés nuôi ở các vùng Deux-Sèvres, Ille-et-Vilaine, sông Loire-Atlantique, Maine-et-Loire, Mayenne, Orne, Sarthe và Vendée đã nhận được Appellation d'Origine Protégée vào năm 2010.